# Liste der Baudenkmäler in Perl
In der Liste der Baudenkmäler in Perl sind alle Baudenkmäler der saarländischen Gemeinde Perl nach ihren Ortsteilen aufgelistet. Grundlage ist die Veröffentlichung der Landesdenkmalliste im Amtsblatt des Saarlandes vom 22. Dezember 2004 und die aktuelle Teildenkmalliste des Landkreises Merzig-Wadern in der Fassung vom 9. August 2017.

## Besch
| Lage                                                | Bezeichnung                                            | Beschreibung | Bild |
| --------------------------------------------------- | ------------------------------------------------------ | --- | ---- |
| Auf’m großen Triesch, Flur 2, Flurstück 338/16 Lage | Kriegsgräberstätte „Ehrenfriedhof Besch“               | Die parkähnliche Anlage ist der größte Ehrenfriedhof im Saarland und liegt innerhalb einer ehemaligen Bunkerkette des damaligen Westwalls. Hier ruhen 2.460 Tote, davon 1.510 deutsche gefallene Soldaten und zivile Kriegsopfer. 950 Kriegstote, zumeist Zwangsarbeiter und Kriegsgefangene, stammen aus anderen Nationen. Die meisten Gefallenen starben im Winter 1944/45 in der Schlacht um den „Orscholz-Riegel“. Erste Tote wurden schon 1939 auf dem Gelände bestattet. In den Jahren 1953 bis 1963 wurde dann nach den Entwürfen von Johann Daniel Thulesius die Gräberstätte angelegt. |      |
| Deichstraße 12 Lage                                 | Wohnstallhaus                                          | aus dem Jahr 1814 |      |
| Friedhofstraße Lage                                 | Grab- und Friedhofskapelle                             | Die offene Grabkapelle wurde als kleiner quadratischer Bau mit Satteldach im Jahr 1869 angelegt. Die Fassade geht in die Friedhofsmauer über. Zwei gusseiserne Platten erinnern an die Toten des Ersten Weltkriegs, die aus dem Ort stammen. Zwei weitere Platten sind Figurenreliefs mit Abschiedsszenen eines Soldaten von seiner Familie. Ein dunkles quadratisches Fenster mit weißen Kreuz und violettem Strahlenkranz ziert die Rückwand der Kapelle. Darunter ein Grabstein des Johannes Peter Rur.                                                                                      |      |
| Friedhofstraße 2 (bei) Lage                         | Pestkreuz                                              | Einfaches Pestkreuz auf bossiertem Sockel. Darüber Rundsäule mit der Jahreszahl 1616. Ein Wulst schließt die Säule ab. An der Spitze breites Kruzifix mit vergoldeter Christusfigur. |      |
| Friedhofstraße 19 (bei) Lage                        | Pestkreuz                                              | Das Pestkreuz aus dem Jahr 1688 wird von einem würfelförmigen Sockel getragen. Darüber steht eine sich nach oben verjüngende, rechteckige Säule auf deren Vorderseite eine Putte eine Kartusche mit Quaste um den Hals hängen hat, auf der die Jahreszahl der Erbauung sowie die Anfangsbuchstaben MD des Stifters geschrieben stehen. Abgeschlossen wird das Kreuz von einem Kruzifix mit gusseiserner Christusfigur. |      |
| Kirchstraße 5 Lage                                  | Hofhaus der Abtei St. Maximin Trier, Klostergut, Mühle | Das Gebäude entstand im 18./19. Jahrhundert als Hofhaus der Reichsabtei St. Maximin direkt an der Mosel. |      |
| Kirchstraße 7 Lage                                  | kath. Kirche St. Margaretha                            | Erbaut wurde die Kirche in den Jahren 1848/49 nach Plänen des Architekten Alexius Faure unter Leitung des Trierer Baumeisters Josef Weis. Abgeschlossen wird der Saalbau mit hohen Fenstern von einem eingezogenen Chor mit fünfseitigem Schluss. Die flache Decke schließt mit einer breiten Hohlkehle ab. Der schmale Kirchturm wurde leicht in eine Giebelseite geschoben. Beiderseits des Turmes gibt es je ein Rundbogenportal. Im Turm selbst ist ein ähnliches Portal als Nische eingelassen in der ein Kruzifix steht.                                                                  |      |
| Schulstraße 1 Lage                                  | Pestkreuz                                              | Einfaches Wegekreuz aus dem Jahr 1616 mit vergoldeter Christusfigur am Kruzifix in der Spitze. Am Schaft eine Kartusche mit Namen des Stifters und Jahreszahl. |      |
| Tettinger Straße Lage                               | Normannenkreuz                                         | Das Normannenkreuz ließ Lorenz Surwin von Besch 1688 aufstellen, wie eine Inschrift im unteren Teil des Schaftes erläutert. Ein bossierter Sockel trägt diesen Schaft, der nach oben von einer weit auskragenden Mensa abgeschlossen wird. Darauf Kruzifix mit Christus. Auf dem sich verjüngenden Teil des Schafts Putte mit Kartusche um den Hals, darin Jahreszahl 1688, sowie die Buchstaben LSW. An der Kordel hängen außerdem ein Zapfen und eine Quaste. |      |

## Borg
| Lage                   | Bezeichnung               | Beschreibung | Bild |
| ---------------------- | ------------------------- | --- | ---- |
| Johannesstraße 21 Lage | kath. Kirche St. Johannes | Die Kirche wurde in den Jahren 1921/22 nach Entwürfen von Josef Monz aus Trier erbaut. Kurz nach Beginn des Zweiten Weltkrieges wurde der Kirchturm gesprengt, wobei auch das Kirchenschiff zerstört wurde. Zwischen 1948 und 1951 erfolgte der Wiederaufbau der Kirche nach den Originalplänen. Auffällig ist das Giebelportal mit geschlossener Vorhalle und Portikus darüber. Die Basilika wird von einem stark gewölbten Tonnengewölbe beherrscht. Im Chor mit halbrundem Abschluss steht ein barocker Hochaltar. An der Chorwand befinden sich zwei barocke Seitenaltäre. |      |

## Büschdorf
| Lage            | Bezeichnung               | Beschreibung | Bild |
| --------------- | ------------------------- | --- | ---- |
| Im Brühl 3 Lage | kath. Kapelle St. Michael | St. Michael wurde 1867 von der Zivilgemeinde als Saalbau mit halbrundem Chor mit neoromanischen und neogotischen Stilelementen erbaut. Bogenfriese schmücken den Bau, Strebewerk gliedert ihn zusätzlich. In der südlichen Giebelseite sitzt ein einfaches Rundbogenportal aus rotem Sandstein über dem eine Fensterrose prangt. Darüber befindet sich ein Giebelreiter aus gelbem Sandstein im Satteldach. |      |

## Eft-Hellendorf
| Lage                  | Bezeichnung                                                         | Beschreibung | Bild |
| --------------------- | ------------------------------------------------------------------- | --- | ---- |
| Efter Straße Lage     | kath. Kapelle St. Maternus                                          | Die Kapelle wurde im Jahr 1855 erbaut und 1905 umgebaut. Der kleine Saalbau mit Satteldach wurde über einem schmalen Sandsteinsockel errichtet und ist verputzt. An der Nordseite wurde Anfang des 20. Jahrhunderts ein großes Hofgebäude angebaut. So sind nur auf der südlichen Längsseite drei Rundbogenfenster von ursprünglich sechs erhalten. Das Eingangsportal mit darüber liegendem Okulus liegt auf der Giebelseite im Osten. Auf dem Giebel thront ein offener Giebelreiter aus rotem Sandstein mit Glocke. |      |
| Kirchenstraße 13 Lage | kath. Kirche St. Philipp und Jacob mit Ausstattung von André Streng | Die erste Kirche wurde 1569 erbaut, von ihr ist allerdings nur noch der Turm erhalten. Das Kirchenschiff stammt aus den Jahren 1724/25, im Jahr 1908 wurde es um eine Achse in romanisierenden Formen von Architekt André Streng erweitert. Zur Ausstattung der Kirche gehören zwei barocke Altäre. |      |
| Merziger Straße       | Bildstock                                                           | 18. Jahrhundert |      |

## Keßlingen
| Lage                  | Bezeichnung                                    | Beschreibung | Bild |
| --------------------- | ---------------------------------------------- | --- | ---- |
| Kapellenstraße 8 Lage | kath. Filialkirche St. Jakobus mit Ausstattung | Die ursprüngliche Kirche stammt vermutlich aus dem 14. oder 15. Jahrhundert. Von ihr ist nur noch der Chor erhalten. 1796 erweiterte man diesen um eine Sakristei. Außerdem wurden das Schiff und ein Turm an der Westseite neu errichtet. Im 19. Jahrhundert erhielt die Kirche ein neogotisches Portal. Im Zweiten Weltkrieg wurde St. Jakobus zerstört und in den 1950er Jahren wiederaufgebaut. St. Jakobus ist ein einfacher flachgedeckter Rechtecksaal mit zwei Fensterachsen. Dem Kirchenschiff vorgesetzt wurde ein quadratischer Turm mit barocker Haube und rundbogigem Portal. |      |
| Kapellenweg Lage      | Wegekreuz                                      | 1736 |      |

## Münzingen
| Lage                   | Bezeichnung | Beschreibung    | Bild |
| ---------------------- | ----------- | --------------- | ---- |
| Gliederbachstraße Lage | Wegekreuz   | 18. Jahrhundert |      |

## Nennig
| Lage                  | Bezeichnung                          | Beschreibung | Bild |
| --------------------- | ------------------------------------ | --- | ---- |
| Bübinger Straße Lage  | Wasserturm und Pumpenhaus            | 4. Viertel 19. Jh. |      |
| Bübinger Straße Lage  | Stellwerk Nennig                     | 4. Viertel 19. Jh. |      |
| Kirchplatz 1 Lage     | katholisches Pfarrhaus               | 1754 |      |
| Kirchplatz 2 Lage     | kath. Kirche St. Martin              | Von der ersten Kirche in Nennig blieb nur der romanische Westturm erhalten. Im Jahr 1740 wurde ein neues Kirchenschiff erbaut, das aber bereits im Jahr 1790 wieder abgerissen wurde. In den Jahren 1803 bis 1805 wurde ein neues Kirchenschiff errichtet und der Turm um ein viertes Geschoss erhöht. In den 1870er Jahren wurde der Turm abermals erhöht. Der Saalbau mit dreiseitigem Chorschluss ist deutlich vom Klassizismus geprägt. |      |
| Römerstraße Lage      | Ölbergkapelle                        | Die erste Ölbergkapelle entstand 1787, 1868 wurde die heutige Kapelle errichtet. Zur Ausstattung gehört eine Rochusstatue in Nische über dem Rundbogeneingang in der Giebelspitze, sowie ein Relief auf einem massiven Sockel an der Stirnwand, das die Todesangstszene auf dem Ölberg zeigt. |      |
| Römerstraße 11 Lage   | Römische Villa Nennig                | Von der einstigen Villa urbana sind nur Fundamente erhalten. Bedeutendster Fund der Portikusvilla ist der fast vollständig erhaltene Fußboden der Empfangshalle. Das rund 160 m² große Mosaik war um ein Wasserbecken angeordnet und besteht aus sechs Achtecke und einem Rechteck, welche Szenen aus der römischen Kampfarena darstellen. Der Schutzbau stammt aus der Zeit um 1874. |      |
| Schlossstraße Lage    | Bauernhaus mit Scheune               | 18. Jahrhundert |      |
| Schlossstraße Lage    | Schloss Berg, Oberburg und Unterburg | Die Ursprünge des Renaissance-Schlosses reichen bis in das 9./10. Jahrhundert zurück. 1580 wurde die Wasserburg zum Schloss ausgebaut. Im Kriegswinter 1944/45 wurde das Schloss fast völlig zerstört. Das Saarland wurde 1950 Eigentümer, ließ ab 1955 das Schloss wieder aufbauen und nutzte es bis in die 1980er Jahre als Schullandheim. 1986 erwarb die Saarland Sporttoto GmbH das Schloss und ließ es unter den Architekten Bernhard Focht und Erich Fisabre sowie dem Innenarchitekten Siegward Graf Pilati zum Hotel ausbauen.                                                                       |      |
| Sinzer Straße Lage    | Schlossruine Bübingen                | Das Schloss Bübingen war ursprünglich eine Wasserburg aus der Zeit um 1340. 1635 und 1668 wurde sie zerstört, Anfang des 18. Jahrhunderts wiederaufgebaut. Im späten 18. Jahrhundert erwarb die Familie von Maringh die Ruine und baute das Schloss neu auf. Am Ende des Zweiten Weltkriegs wurde das Schloss erneut zerstört und ist seitdem als Ruine erhalten. Von dem einstigen dreigeschossigen Baukörper mit zwei Seitenrisaliten und zwei Rundtürmen auf der anderen Längsseite sind nur die Grundmauern erhalten. Das verputzte Gebäude hatte drei zu neun Achsen und war mit einem Walmdach gedeckt. |      |
| Weinbergstraße        | Wegekreuz                            | 1744 |      |
| Wieser Straße         | Wegekreuz                            | 18. Jahrhundert |      |
| Wieser Straße 15 Lage | kath. Kapelle St. Sebastian          | Die 1877 erbaute Kapelle besitzt drei Fensterachsen mit Rundbögen. Auf der Giebelseite sitzt ein hohes Rundbogenportal. Darüber thront ein quadratischer geschieferter Dachreiter. In einer Rundbogennische über dem Portal steht eine Figur des hl. Sebastian. Zur Ausstattung gehört ein Barockaltar. |      |

## Perl
| Lage                   | Bezeichnung                                             | Beschreibung | Bild |
| ---------------------- | ------------------------------------------------------- | --- | --- |
| Bahnhofstraße Lage     | Ensemble Eisenbahnersiedlung                            | Während des Ersten Weltkrieges wurde die Moselstrecke von Koblenz nach Metz durch die neue deutsch-französische Grenze unterbrochen. Beiderseits entstanden nach 1918 größere Bahnhöfe zur Zollabfertigung. Das Bahnhofsgebäude von Perl, geplant von Architekt Voßbeck aus Trier, wurde ab 1926 neu gebaut. Für den neuen Bahnhof war deutlich mehr Personal als zuvor nötig. Den benötigten Wohnraum schuf man mit der Eisenbahnersiedlung. Architekt Voßbeck schuf 1926/27 neun axialsymmetrisch angeordnete zweigeschossige Doppelhäuser mit geschiefertem Krüppelwalmdach und Dachgauben. Haus Nummer 45/63 steht über der Stichstraße und bildet als Torhaus zur Siedlung den Eingang zu den anderen Wohnhäusern.                                                                                          | Während des Ersten Weltkrieges wurde die Moselstrecke von Koblenz nach Metz durch die neue deutsch-französische Grenze unterbrochen. Beiderseits entstanden nach 1918 größere Bahnhöfe zur Zollabfertigung. Das Bahnhofsgebäude von Perl, geplant von Architekt Voßbeck aus Trier, wurde ab 1926 neu gebaut. Für den neuen Bahnhof war deutlich mehr Personal als zuvor nötig. Den benötigten Wohnraum schuf man mit der Eisenbahnersiedlung. Architekt Voßbeck schuf 1926/27 neun axialsymmetrisch angeordnete zweigeschossige Doppelhäuser mit geschiefertem Krüppelwalmdach und Dachgauben. Haus Nummer 45/63 steht über der Stichstraße und bildet als Torhaus zur Siedlung den Eingang zu den anderen Wohnhäusern. |
| Bahnhofstraße Lage     | Ensemble Eisenbahnersiedlung                            | Doppelwohnhaus Bahnhofstraße 37/39 | |
| Bahnhofstraße Lage     | Ensemble Eisenbahnersiedlung                            | Doppelwohnhaus Bahnhofstraße 41/43 | |
| Bahnhofstraße Lage     | Ensemble Eisenbahnersiedlung                            | Doppelwohnhaus Bahnhofstraße 45/63 | |
| Bahnhofstraße Lage     | Ensemble Eisenbahnersiedlung                            | Doppelwohnhaus Bahnhofstraße 47/49 | |
| Bahnhofstraße Lage     | Ensemble Eisenbahnersiedlung                            | Doppelwohnhaus Bahnhofstraße 51/53 | |
| Bahnhofstraße Lage     | Ensemble Eisenbahnersiedlung                            | Doppelwohnhaus Bahnhofstraße 55/57 | |
| Bahnhofstraße Lage     | Ensemble Eisenbahnersiedlung                            | Doppelwohnhaus Bahnhofstraße 59/61 | |
| Bahnhofstraße Lage     | Ensemble Eisenbahnersiedlung                            | Doppelwohnhaus Bahnhofstraße 65/67 | |
| Bahnhofstraße Lage     | Ensemble Eisenbahnersiedlung                            | Doppelwohnhaus Bahnhofstraße 69/71 | |
| Biringerstraße 1 Lage  | kath. Kirche St. Gervasius und Protasius                | Von der ursprünglichen Kirche hat sich bis heute ein romanischer Turm mit später angefügtem spätgotischem Chor an der Südseite erhalten. Im Jahr 1716 erfolgte der Bau eines neuen Kirchenschiffes. Im Jahr 1928 wurde die Kirche nach Plänen des Trierer Architekten Julius Wirtz umfassend erweitert und nach Norden ein neues Hauptschiff mit Tonnengewölbe an das alte Schiff angebaut. Das alte Kirchenschiff wurde zum Querhaus, die Apsis zur Seitenkapelle. De neue Chor wurde als Rechteckchor ausgeführt, in dem ein barocker Hochaltar Platz fand. Links und rechts davon befinden sich je ein Rundfenster und darüber ein Bogenfenster. Der quadratische Turm wird von einer spitzen und hohen Haube gedeckt.                                                                                        | |
| Biringerstraße 9 Lage  | kath. Kapelle St. Quirinus                              | Die heutige Quelle entstand 1712 und wurde bald zum Wallfahrerziel. Im Zuge der Säkularisation nach der Französischen Revolution gehörte die Kapelle ab seit 1803 der Familie von Nell, die das Gotteshaus 1936 der katholischen Kirchengemeinde Perl schenkte. Seit 1950 ist die Kapelle Kriegsgedächtnisstätte. Der kleine Saalbau besitzt einen Chor mit dreiseitigem Abschluss von dem ein Durchbruch in den ältesten Teil der Kapelle aus dem 17. Jahrhundert führt. Die beiden Traufseiten sind durch je zwei Fensterachsen durchbrochen und werden von Strebewerk gestützt. Auf dem geschieferten Satteldach sitzt über dem Chor ein Dachreiter mit hoher Haube. Der Eingang liegt auf der nördlichen Giebelseite in einem Rundbogenportal mit Inschrift. Darüber ein Wappenfeld mit der Jahreszahl 1712. | |
| Biringerstraße 12 Lage | Palais von Nell, Hofhaus mit Kelterhaus und Ausstattung | Das barocke Schloss wurde 1733 erbaut und Ende des 18. Jahrhunderts um ein Kelterhaus erweitert. In dieser Zeit erwarb der Trierer Großkaufmann und Bankier Georg Friedrich Job von Nell das Gebäude. Bis 1982 blieb es im Besitz der Familie. Nach 1945 war es einige Jahre Gaststätte und dann von 1961 bis 1980 Bildungs- und Freizeitstätte des Jugendsozialwerks des Saarlandes. Seit 1982 ist es in Privatbesitz. Der ursprünglich neunachsige Bau mit zwei Geschossen und Eckquaderung wird von einem hohen Mansarddach abgeschlossen. Im Norden schließt sich das alte Kelterhaus mit einem großen Rundbogentor an. | |
| Katzenberg Lage        | Katzenhäuschen                                          | Das Katzenhäuschen ist ein um 1850 von Christoph Bernhard von Nell erbautes Lusthaus an einem Weinberg. Der turmähnliche Bau mit zwei Geschossen wird von einem Pyramidendach gedeckt. Man betritt das Gebäude über eine gegenläufige Treppe im Obergeschoss. Während das obere Stockwerk hochrechteckige Fenster besitzt, ist das untere Stockwerk nur mit kleinen quadratischen Fenstern ausgestattet. | |
| Quirinusstraße 1 Lage  | Wohnhaus                                                | 1817 | |
| Wiesenweg 1 Lage       | Alte Abtei, Wohnhaus                                    | 1733 | |

## Sehndorf
| Lage                 | Bezeichnung              | Beschreibung | Bild |
| -------------------- | ------------------------ | --- | ---- |
| Im Niederborn        | Pestkreuz                | Das Pestkreuz entstand im Jahr 1666. Auf einem hohen Sockel liegt eine kleine Mensa auf dem ein Bildstock mit Kreuzigungsszenen und dem Erbauungsjahr abgebildet ist. Geschützt wird das Kreuz von einer kleinen, offenen Kapelle mit einem als Kielbogen geformten Dach.                                                |      |
| Marienstraße 27 Lage | kath. Kapelle St. Marien | Die Marienkapelle wurde im Jahr 1843 von dem Unternehmer Johann Peter Mersch und dessen Ehefrau Anna erbaut und der katholischen Kirchengemeinde geschenkt. Der Zugang zum weiß gestrichenen Putzbau mit Satteldach erfolgt über ein Portal mit Rundbogen. Die Längsseiten besitzen je drei Fensterachsen mit Rundbögen. |      |

## Sinz
| Lage                | Bezeichnung                | Beschreibung | Bild |
| ------------------- | -------------------------- | --- | ---- |
| Hauptstraße 13 Lage | kath. Kirche St. Dionysius | Die erste Dionysiuskirche entstand 1653. 1844 wurde die heutige Kirche erbaut, im Zweiten Weltkrieg aber zerstört. 1950 erfolgte der Wiederaufbau und Umbau durch den Architekten H. Ulrich aus Perl. der in neoromanischen Formen erbaute Saal besitzt auf der Chorseite einen quadratischen Turm. An der gegenüberliegenden Giebelseite liegt das Rundbogenportal mit Okulus. Die Längsseiten besitzen acht Fensterachsen, von denen die vier äußeren als kleine Rundbogenfenster gestaltet wurden, die mittleren als größere. |      |

## Tettingen-Butzdorf
| Lage                | Bezeichnung                               | Beschreibung | Bild |
| ------------------- | ----------------------------------------- | --- | ---- |
| Zerwasstraße 4 Lage | kath. Kirche St. Remigius mit Ausstattung | Der einschiffige neuromanische Putzbau wurde 1851 von Josef Weis aus Trier errichtet. In eine der gestuften Giebelseiten wurde ein quadratischer Turm mit dem Hauptportal geschoben. In den Längsseiten sitzen je vier Achsen mit Rundbogenfenstern. |      |

## Wochern
| Lage                   | Bezeichnung                                       | Beschreibung | Bild |
| ---------------------- | ------------------------------------------------- | --- | ---- |
| Außerhalb der Ortslage | Pestkreuz                                         | 1666 |      |
| Donatusring 8 Lage     | Dundeshof mit Wirtschaftsgebäude                  | Der Dundeshof im Zentrum des Ortes gehörte ursprünglich zum Kloster Rettel und wurde mit dem Wirtschaftsgebäude 1767 erbaut. Die heutige Fassade besitzt sechs Achsen, wovon drei im Erdgeschoss als Türen ausgestaltet sind. Der Eingang zum Wirtschaftsteil ist heute eine einfache hochrechteckige Tür. Die mittlere Tür sitzt in einem leicht profilierten Segmentbogenportal. Ein weiteres Portal ist im Barockstil gehalten. Es besitzt einen gesprengten Giebel, in dem eine Nische mit Statue sitzt. Ein Wappen mit dem lothringischen Doppelkreuz weist auf das Kloster als Erbauer hin. |      |
| Nikolausstraße Lage    | Wegekreuz                                         | Das 1812 aus Sandstein geschaffene Wegekreuz steht auf einem als Mensa ausgebauten Sockel. Der mehrteilig aufgebaute Schaft besteht aus einem kleinen Sockel, einem Würfel mit Inschrift, darüber ein geschwungener Stein mit Herz Jesu und darauf das eigentliche Kruzifix mit Korpus. |      |
| Nikolausstraße 7 Lage  | Bauernhaus                                        | 1851 |      |
| Nikolausstraße 9 Lage  | Bauernhaus                                        | 1842 |      |
| Nikolausstraße 14 Lage | katholische Kapelle St. Bernhard und St. Nikolaus | Die Ursprünge der Kapelle St. Nikolaus und St. Bernhard reicht bis in das 15. Jahrhundert zurück. Aus dieser Zeit stammt der Chor. Im Jahr 1789 baute man das heutige Schiff und die Sakristei und brach anschließend den Chorbogen durch. 1816 erfolgte ein weiterer Umbau und die Kirche bekam ihren Dachreiter. Der kleine Saalbau mit Rechteckchor wird von einem steilen und tief gezogenen Dach mit Dachreiter gedeckt. In der Ostwand des Chores befindet sich ein zweiteiliges gotisches Maßwerkfenster. Das Kreuzrippengewölbe wird von schmalen Diensten ohne Kapitelle getragen.       |      |
| Nikolausstraße 13 Lage | Bauernhaus                                        | 19. Jahrhundert |      |
| Nikolausstraße 23 Lage | Bauernhaus                                        | |      |